# Powiat myśliborski
Powiat myśliborski är ett distrikt (polska: powiat) i Västpommerns vojvodskap i Polen, med omkring  67 000 invånare (2009). Huvudort är staden Myślibórz.

## Administrativ indelning
Distriktet indelas i tre stads- och landskommuner och två landskommuner.

Kommunindelning

### Stads- och landskommuner
- Barlinek
- Dębno
- Myślibórz (huvudort)

### Landskommuner
- Boleszkowice
- Nowogródek Pomorski